# Strelzowo
Strelzowo (russisch Стрельцово, bis 1997 Strelkowo, deutsch Norgehnen) ist ein Ort in der russischen Oblast Kaliningrad. Er liegt im Rajon Gurjewsk und gehört zur kommunalen Selbstverwaltungseinheit Stadtkreis Gurjewsk.
Der Ort Strelzowo befindet sich allerdings an der etwa zwei Kilometer südwestlich von Norgehnen gelegenen Ortsstelle Friedrichswalde (ru. zunächst Kolzowo), während die Ortsstelle Norgehnen verlassen ist.

## Geographische Lage
Strelzowo liegt 16 Kilometer östlich der Oblasthauptstadt Kaliningrad (Königsberg) an der neuen Trasse der russischen Fernstraße A 229 (heute auch Europastraßen 28 und 77). Eine Bahnanbindung besteht nicht mehr, weil die Bahnstrecke von Königsberg (Preußen) über Prawten (russisch: Lomonossowo) nach Possindern (Roschtschino) zur Weiterfahrt nach Tapiau (Gwardeisk) der Königsberger Kleinbahn seit 1945 nicht mehr in Betrieb ist.

## Geschichte

### Norgehnen
Der Ort Norgehnen wurde 1258 als Norieyn gegründet. Im Jahre 1874 wurde die Landgemeinde in den neu errichteten Amtsbezirk Fuchshöfen (russisch: Slawjanskoje) eingegliedert. Er gehörte bis 1939 zum Landkreis Königsberg (Preußen), danach bis 1945 zum Landkreis Samland im Regierungsbezirk Königsberg der preußischen Provinz Ostpreußen.
Im Jahre 1910 waren in Norgehnen 103 Einwohner registriert. Am 8. Juni 1923 wurde der Abbau Fürstenwalde aus der Landgemeinde Norgehnen in den Gutsbezirk Neu Legden im Amtsbezirk Groß Legden (russisch: Dobroje) umgegliedert. Die Einwohnerzahl stieg bis 1933 auf 187 und betrug 1939 noch 175.

### Strelzowo
Im Jahre 1945 kam Norgehnen mit dem gesamten nördlichen Ostpreußen zur Sowjetunion und erhielt 1950 die russische Bezeichnung Strelkowo. Gleichzeitig wurde der Ort in den Dorfsowjet Nisowski selski Sowet im Rajon Gurjewsk eingegliedert. Vermutlich vor 1976 wurde der ebenfalls 1950 von Friedrichswalde in Kolzowo umbenannte Nachbarort an Strelkowo angeschlossen. Im Jahr 1997 wurde der inzwischen sich nur noch an der Ortsstelle Friedrichswalde befindliche Ort in Strelzowo umbenannt, was vielleicht eine Reminiszenz an den ehemaligen Ortsnamen Kolzowo darstellen sollte. Von 2008 bis 2013 gehörte Strelzowo zur Landgemeinde Nisowkoje selskoje posselenije und seither zum Stadtkreis Gurjewsk.

## Kirche
Die überwiegende Mehrheit der Bevölkerung Norgehnens gehörte vor 1945 zur evangelischen Kirche. Das Dorf war in das Kirchspiel der Kirche Arnau (russisch: Rodniki) eingepfarrt, das dem Kirchenkreis Königsberg-Land II in der Kirchenprovinz Ostpreußen der Kirche der Altpreußischen Union zugeordnet war. Der letzte deutsche Geistliche war Pfarrer Arthur Brodowski.
Strelzowo liegt jetzt im Einzugsbereich der evangelisch-lutherischen Auferstehungskirche in Kaliningrad (Königsberg). Sie ist die Hauptkirche der in den 1990er Jahren neugegründeten Propstei Kaliningrad der Evangelisch-lutherischen Kirche Europäisches Russland (ELKER).